# ألان تومسون (سياسي أمريكي)
ألان تومسون (بالإنجليزية: Alan Thompson)‏ هو سياسي أمريكي، ولد في 17 مايو 1927 في جنيف في الولايات المتحدة. انتخب عضو مجلس نواب واشنطن.